# NGC 6742
NGC 6742 је планетарна маглина у сазвежђу Змај која се налази на NGC листи објеката дубоког неба.
Деклинација објекта је + 48° 27' 59" а ректасцензија 18h 59m 19,8s. Привидна величина (магнитуда) објекта NGC 6742 износи 13,4 а фотографска магнитуда 15,0. NGC 6742 је још познат и под ознакама PK 78+18.1, Abell 50, CS=19.4.